# Adiestramima perfecta
Adiestramima perfecta är en insektsart som beskrevs av Andrej Vasiljevitj Gorochov 2002. Adiestramima perfecta ingår i släktet Adiestramima och familjen grottvårtbitare. Inga underarter finns listade i Catalogue of Life.